# Johann Wilhelm Schmidt-Japing
Johann Wilhelm Schmidt-Japing (* 13. März 1886 in Dahlhausen (Radevormwald); † 8. Januar 1960 in Braunschweig) war ein deutscher Theologe und Hochschullehrer.

## Leben und Wirken
Schmidt-Japing studierte Theologie und wurde zum Pfarrer in der Rheinischen Kirche ordiniert. Er promovierte zum Doktor der Theologie. Im Jahre 1920 wurde er als der erste Studentenpfarrer von der rheinischen Provinzialsynode (Evangelische Kirche) als „Leiter des evangelisch-kirchlichen Studentendienstes an den rheinischen Universitäten“ (Bonn, Köln, Aachen) berufen. 1926 wurde er Ehrenmitglied des Bonner Wingolf.
Schmidt-Japing gründete die ersten Vereinigungen evangelischer Akademiker und schloss sie zu einem Reichsverband zusammen.
Entsprechend seiner deutsch-christlichen Überzeugung trat er 1933 der SA bei und wurde Scharführer. In der Evangelischen Stadtakademie Bochum hielt Schmidt-Japing einen Vortrag über Christentum und neugermanische Religionen. In den ersten Jahren der NS-Zeit gehört diese von den Deutschen Christen initiierte und getragene evangelische Akademie zum öffentlichen Bild in der Stadt. Im Jahre 1935 wurde er als Nachfolger von Karl Barth zum Professor für Systematische Theologie und Sozialethik an die Theologische Fakultät Bonn berufen. Am 1. Januar 1937 unterzeichnete er einen Aufruf in der Zeitschrift Junge Kirche, mit dem er sich „für die nationalsozialistische Volkwerdung  auf der Grundlage von Blut und Boden“ einsetzen wollte. 1937 trat Schmidt-Japing der NSDAP bei.
Ende 1941 wurde er auf einer Liste Neuer Mitarbeiter des deutschchristlichen Eisenacher Instituts zur Erforschung und Beseitigung des jüdischen Einflusses auf das deutsche kirchliche Leben aufgeführt. Seine Entfernung aus dem Amt 1945 wurde 1953 in eine Emeritierung umgewandelt.

## Veröffentlichungen
- Recht und Unrecht der Anthroposophie. Zwei Vorträge; Göttingen, 1922.
- Die Bedeutung der Person Jesu im Denken des jungen Hegel; Göttingen 1924.
- Lotzes Religionsphilosophie in ihrer Entwicklung. Dargestellt im Zusammenhang mit Lotzes philosophischer Gesamtanschauung; Göttingen 1925.
- Die christologischen Anschauungen der dialektischen Theologie; Gütersloh 1925.
- Die Christologie der deutschen Theologie; 1927.
- Kirche und Wirklichkeit. Festgabe Herrn Präses D. W. Wolff zum 60. Geburtstag gewidmet; 1930.
- Johannes Meinhold †; in: Akademische Blätter 52 (1937/1938), S. 111.